# 唐·威爾森
唐納·葛倫·威爾森（英語：Jim Wilson，1954年10月15日—），綽號唐龍（英語：The Dragon），美國男武術家及演員。他是11次自由搏擊世界冠軍，40年中47次打入淘汰賽，被STAR系統評級（STAR System Ratings）評為「他參加的量級比賽比我們排行榜的任何人都來得多，也許是美國歷史上最偉大的自由搏擊運動員。」他是歐洲武術名人堂（European Martial Arts Hall）的成員。
威爾森也參與電影演出，知名作品如《血拳》（1989年）及其多部續集、《生化戰警》（1994年）、《永远的蝙蝠侠》（1995年）、《無所畏懼》（1997年）和《武術小子》（2015年）。

## 外部連結
- 官方网站
- Don "The Dragon" Wilson Interview on WorldKickboxing.Net
- 唐·威爾森在互联网电影资料库（IMDb）上的資料（英文）
- 在AllMovie上唐·威爾森的頁面（英文）
- Don "The Dragon" Wilson （页面存档备份，存于） Wilson's Site On IKF
- Interview with Don "The Dragon Wilson"